# Kroatisch-portugiesische Beziehungen
Die kroatisch-portugiesischen Beziehungen umfassen die bilateralen Beziehungen zwischen Kroatien und Portugal. Die Länder gingen 1992 diplomatische Beziehungen ein. Bis zur Unabhängigkeit Kroatiens 1991 wurde das Verhältnis durch die jugoslawisch-portugiesischen Beziehungen bestimmt.
Die Beziehungen der beiden meerverbundenen und katholisch geprägten Länder gelten heute als ausgezeichnet, insbesondere seit den verschiedenen Treffen ab 2017 zwischen der kroatischen Präsidentin Kolinda Grabar-Kitarović und ihrem portugiesischen Amtskollegen Marcelo Rebelo de Sousa. Portugal gehört zu den wenigen Ländern, mit denen Kroatien im bilateralen Handel einen Handelsbilanzüberschuss hat.
Neben dem Warenaustausch sind vor allem die gemeinsame Mitgliedschaft in EU und NATO die wichtigsten Verbindungselemente, zudem sind Kroatien und Portugal Partner in einer Reihe multilateraler Organisationen, u. a. in der Organisation für Sicherheit und Zusammenarbeit in Europa und der Union für den Mittelmeerraum, und sie kooperieren in der Europäischen Weltraumorganisation, der Kroatien noch nicht voll angehört (Stand Juli 2019). Portugal gehört bereits seit Beginn 1999 zur Eurozone, Kroatien ist seit seinem WKM II-Antrag aus Juli 2019 Beitrittskandidat, so dass in absehbarer Zukunft beide Länder mit dem Euro die gleiche Währung teilen werden.
350 kroatische Staatsbürger waren im Jahr 2018 in Portugal gemeldet, die meisten im Großraum Lissabon (147). Im Jahr 2011 waren 43 Bürger in den portugiesischen Konsulaten in Kroatien registriert, 51 Einwohner Kroatiens sind in Portugal geboren (Stand 2011).

## Geschichte

### Vorgeschichte bis 1991
Kroatien und Portugal gehörten beide zum Römischen Reich, Kroatien ab 34 v. Chr., Portugal seit dem 2. Jahrhundert v. Chr. Erstmals unabhängig wurde Kroatien im Jahr 925, das Königreich Portugal wurde 1139 unabhängig. Kroatien kam danach unter byzantinische und dann zum Teil unter osmanische Herrschaft. Im 14. Jahrhundert wurde Dubrovnik als Republik Ragusa unabhängig und erlebte danach insbesondere durch den Handel mit dem Osmanischen Reich eine Blüte, während Portugal durch seine Entdeckungsfahrten zum ersten globusumspannenden Weltreich der Geschichte aufstieg, ebenfalls durch den Handel beflügelt. Es bestanden gelegentliche Beziehungen. So wurde der bedeutende portugiesische Arzt Amato Lusitano ab 1547 Stadtarzt in Dubrovnik.

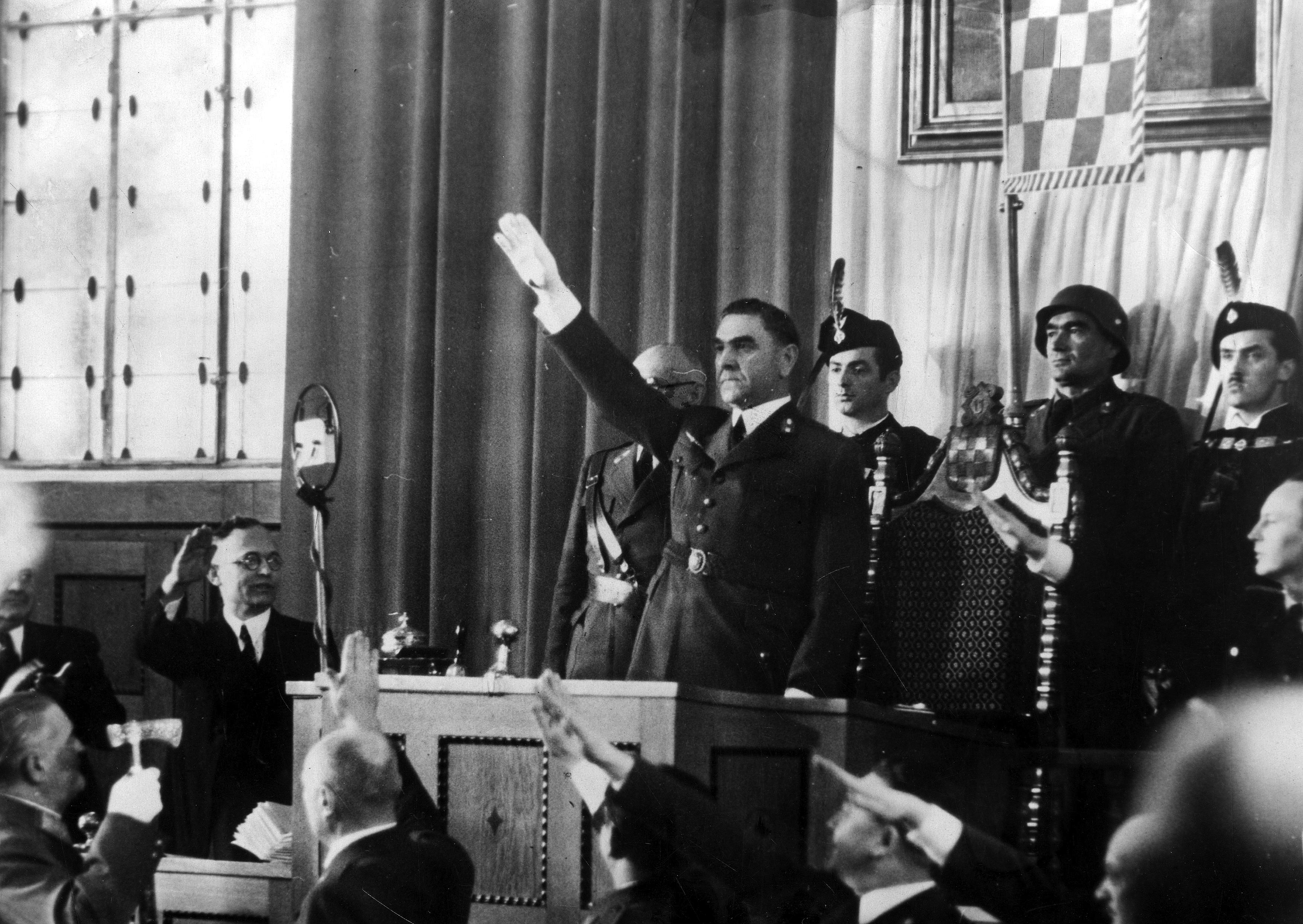
Der kroatische Faschistenführer Ante Pavelić: das Salazar-Regime in Portugal erkannte die Staatenkonstruktion Unabhängiger Staat Kroatien (1941–1945) nie offiziell an

Ende des 16. Jh. unterstellte die Republik Ragusa seine Handelsmarine der spanischen Krone, der auch die portugiesische Marine seit der Iberischen Union ab 1580 zunehmend unterstand. Im 17. Jh. kam Ragusa unter österreichischen Einfluss und erlebte vor allem Anfang des 19. Jh. wechselnde Eroberungen und Herrschaftswechsel, insbesondere durch Frankreich und Montenegro. 1918 wurde Kroatien Teil des Königreichs Jugoslawien, mit dem Portugal seit 1917 diplomatische Beziehungen pflegte, so dass fortan die jugoslawisch-portugiesischen Beziehungen ihr Verhältnis bestimmten.
Der 1941 entstandene Unabhängige Staat Kroatien, ein Konstrukt der faschistischen Achsenmächte, wurde vom semi-faschistischen, aber im Zweiten Weltkrieg neutral gebliebenen Portugal unter Diktator Salazar nicht offiziell anerkannt. Stattdessen erkannte Portugal weiterhin die nunmehr im Exil existierende Regierung des Königreichs Jugoslawien an. Nach Kriegsende 1945 wurde Kroatien ein Teil des neu entstehenden Sozialistischen Jugoslawiens.
Das betont antikommunistisch ausgerichtete Estado Novo-Regime in Portugal pflegte keine engen Kontakte zum sozialistischen Jugoslawien. Einerseits gab es durch die Blockfreiheit Jugoslawiens weniger offene Differenzen, andererseits gehörte Jugoslawien zu den Unterstützern einiger Unabhängigkeitsbewegungen in den Portugiesischen Kolonialkriegen der 1960er und 1970er Jahre. Nach der linksgerichteten Nelkenrevolution 1974 und dem Ende der Diktatur in Portugal näherten sich die beiden Staaten an. Ein Zeichen war 1977 die Städtefreundschaft zwischen Lissabon und der kroatischen Hauptstadt Zagreb, zudem nahm der Kulturaustausch deutlich zu.

### Seit der Unabhängigkeit Kroatiens 1991
1991 erklärte sich Kroatien für unabhängig. Am 15. Januar 1992 erkannte Portugal die unabhängige Republik Kroatien an, am 3. Februar 1992 nahmen Kroatien und Portugal diplomatische Beziehungen auf. Im Zuge der folgenden EU-Beitrittsbemühungen Kroatiens näherten sich Portugal und Kroatien weiter an. So schlossen sie am 10. Mai 1995 ein gegenseitiges Investitionsschutzabkommen, am 14. April 1998 folgte ein Kooperationsabkommen in den Bereichen Bildung, Wissenschaft und Kultur, und am 12. Mai 1999 eine Vereinbarung über die Zusammenarbeit in Wirtschaft, Industrie, Technik und Wissenschaft. Am 23. Mai 1996 akkreditierte sich José Queiroz de Barros, Portugals Botschafter in Budapest, als erster portugiesischer Vertreter in Zagreb. Am 1. Juli 1999 wurde dort Ana Maria de Almeida Hidalgo Barata Leiterin der neueröffneten ersten portugiesischen Botschaft in Kroatien.

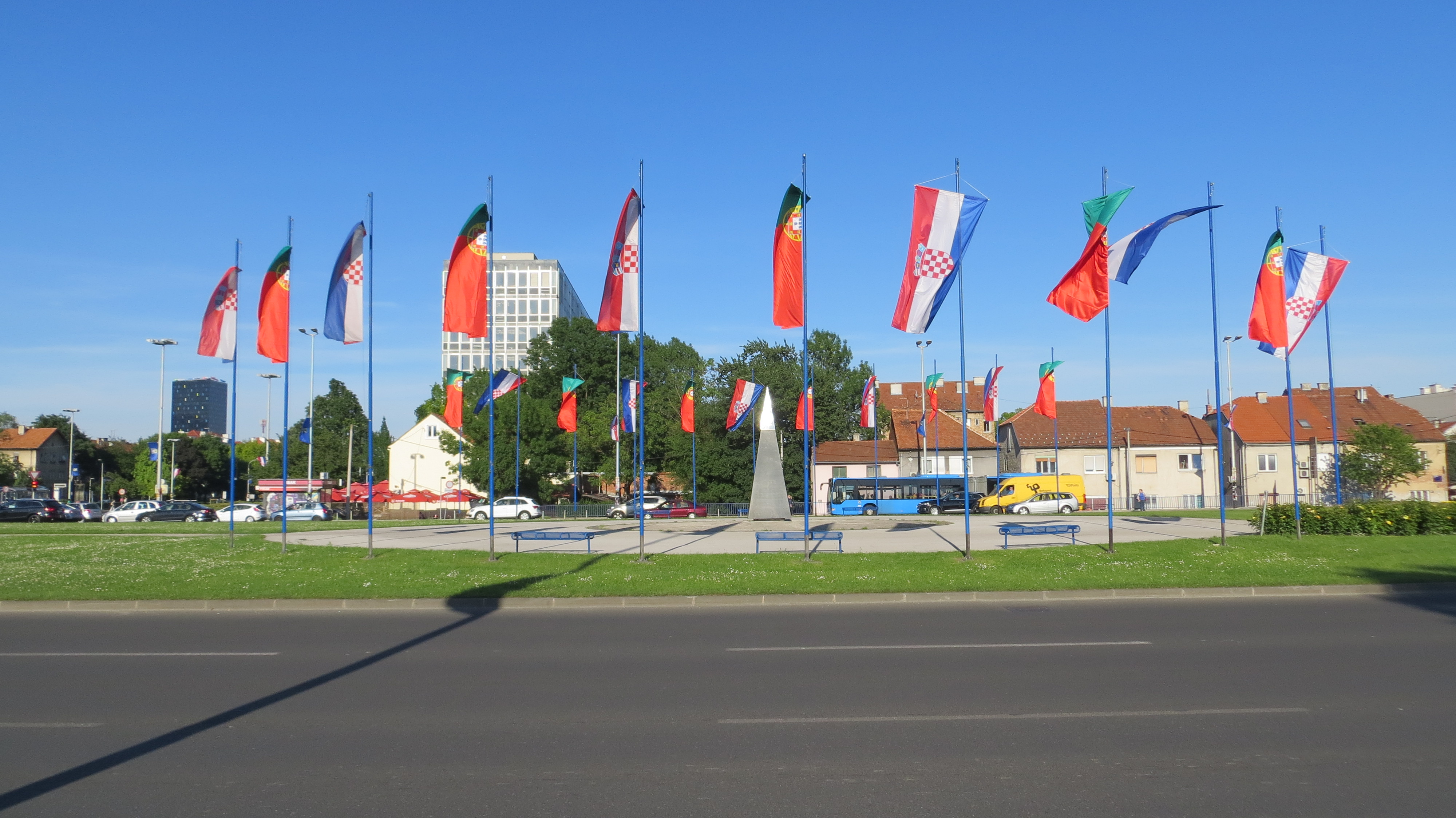
Flaggen Kroatiens und Portugals im Straßenbild Zagrebs, anlässlich des Staatsbesuchs des portugiesischen Präsidenten Marcelo Rebelo de Sousa am 18. Mai 2017

Kroatien wurde 2009 in die NATO aufgenommen, dessen Mitglied Portugal seit deren Gründung 1949 ist. Seither kooperieren beide Länder im Rahmen von NATO-Übungen und Programmen, aber auch bei Auslandseinsätzen, so in Afghanistan.
Am 1. Juli 2013 wurde Kroatien das 28. Mitglied der EU, der Portugal 1986 als elftes Mitglied beigetreten war. In der Folge intensivierten sich auch die kroatisch-portugiesischen Beziehungen weiter. So schlossen sie am 4. Oktober 2013 in Dubrovnik ein Abkommen zur Verhinderung von Doppelbesteuerung und Steuerflucht, am 21. November 2014 unterzeichneten sie in Lissabon ein Kooperationsabkommen für den Tourismussektor.

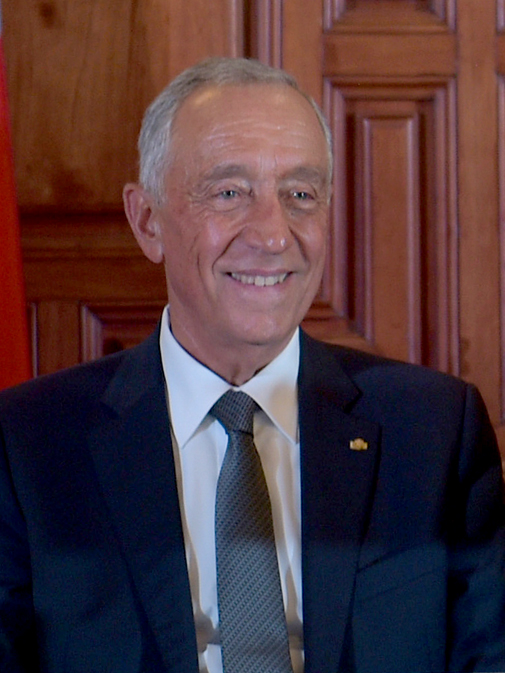
Portugals Staatspräsident Marcelo Rebelo de Sousa 2017. Sein Staatsbesuch in Kroatien in dem Jahr war der erste Besuch eines portugiesischen Staatsoberhauptes in Kroatien

Im Mai 2017 besuchte der portugiesische Präsident Marcelo Rebelo de Sousa auf Einladung seiner kroatischen Amtskollegin Kolinda Grabar-Kitarović Kroatien, anlässlich des 25-jährigen Jubiläums der kroatisch-portugiesischen diplomatischen Beziehungen. Es war der erste Besuch eines portugiesischen Staatsoberhauptes in Kroatien. Die portugiesischen Erfahrungen mit der Euroeinführung waren dabei ein Thema, das Portugals Präsident mit der Präsidentin des Eurozonen-Beitrittkandidaten Kroatien besprach. Das Programm des zweitägigen Besuchs umfasste eine Ausstellung von Azulejos, die aus der ehemaligen jugoslawischen Botschaft in Lissabon stammen, und ein Fado-Konzert der Fadosängerin Cuca Roseta im Museum für zeitgenössische Kunst MSU in Zagreb. Mit Rebelo de Sousa besuchte eine Delegation aus portugiesischen Parlamentsabgeordneten, der portugiesischen Staatssekretärin für Europaangelegenheiten und der Präsident der portugiesischen Außenhandelskammer AICEP das Land. Bei dem Besuch vereinbarten sie für 2018 einen Gegenbesuch und ein Wirtschaftstreffen, und es wurde in ihrer Anwesenheit ein Kooperationsabkommen zwischen der portugiesischen Außenhandelskammer und der kroatischen Wirtschaftskammer unterzeichnet. Sie betonten beide ihre Erwartungen zunehmender wirtschaftlicher Kooperationen, etwa in den Bereichen Tourismus, Erneuerbare Energien, Infrastruktur und Kommunikationstechnik. Beide stellten zudem die guten Beziehungen heraus, die aber noch weiter intensiviert werden müssten, etwa in den Bereichen Bildung und Kultur. Das Treffen wurde von der Presse als ausgesprochen harmonisch bezeichnet. So berichtete Rebelo de Sousa seiner Gastgeberin, wie er frühmorgens eine Stunde allein durch Zagreb gegangen sei und die Stadt wunderschön gefunden habe. Er fühle sich in Kroatien wie in Portugal und hoffe, Grabar-Kitarović werde sich bei ihrem Gegenbesuch in Portugal ebenfalls wie zuhause fühlen.

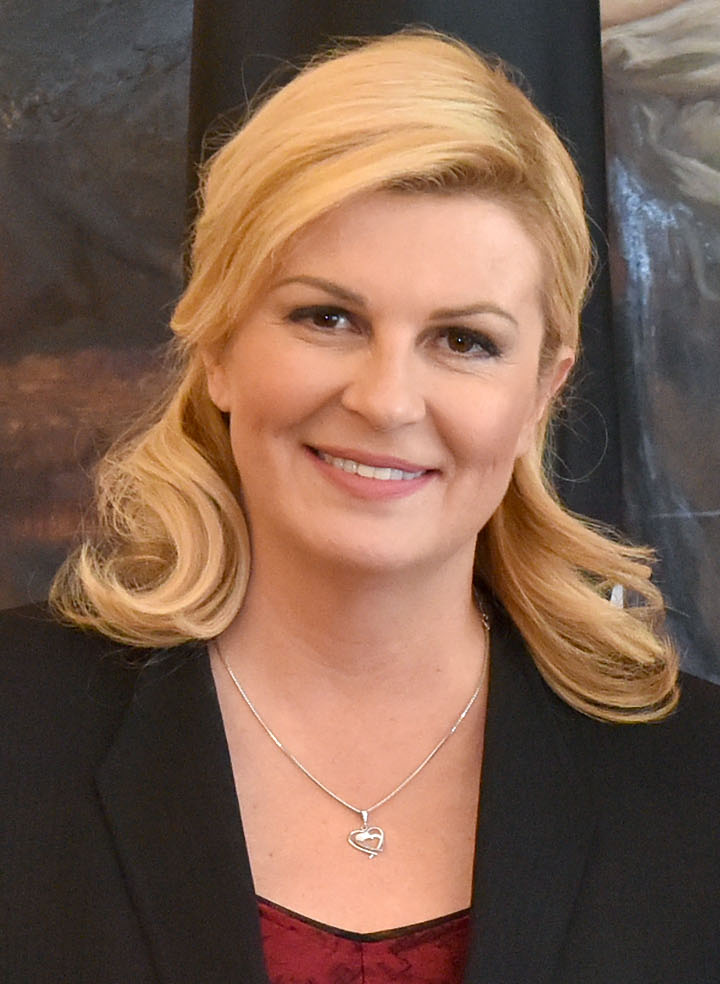
Kroatiens Präsidentin Kolinda Grabar-Kitarović im Jahr 2017. Unter ihr intensivierten sich die kroatisch-portugiesischen Beziehungen wesentlich.

Am 11. Mai 2018 kam Präsidentin Grabar-Kitarović zum Gegenbesuch nach Portugal. Bei ihrem zweitägigen Staatsbesuch unterzeichneten Vertreter beider Staaten ein bilaterales Kooperationsabkommen für die Bereiche Sprache, Bildung, Wissenschaft, Kultur, Sport und Jugend. Portugals Präsident erklärte, man teile europäische Werte. Es habe in den 25 Jahren der kroatisch-portugiesischen Beziehungen keine Probleme gegeben, und man glaube an die Werte Zusammenhalt, menschliche Solidarität und Entwicklung. Die kroatische Präsidentin traf sich auch mit Portugals Premierminister António Costa und mit Eduardo Ferro Rodrigues, Sprecher des Portugiesischen Parlaments. Auch ein Treffen mit Lissabons Bürgermeister Fernando Medina, ein Besuch des Grabmals des portugiesischen Nationaldichters Luís de Camões im UNESCO-Welterbe Hieronymuskloster und eine Wallfahrt nach Fátima standen auf ihrem Programm.
Im Mai 2019 kam die kroatische Präsidentin Grabar-Kitarović erneut nach Portugal. Sie traf dabei auch wieder mit Rebelo de Sousa zusammen, am Rande der Klima-, Menschenrechts- und Frauenrechtskonferenz Estoril Conference 2019 in Carcavelos. Sie stellte dabei die ausgezeichneten Beziehungen heraus. Portugal sei eines der wenigen Länder, mit denen Kroatien eine positive Handelsbilanz erziele. Sie dankte Portugal außerdem für die jüngste Unterstützung der kroatischen Kandidatin Maja Marković zu deren Wahl zur Präsidentin der Europäischen Agentur für die Sicherheit des Seeverkehrs.

## Diplomatie
Kroatien unterhält eine Botschaft in der portugiesischen Hauptstadt Lissabon. Zudem sind kroatische Honorarkonsulate in Porto, Faro und in Funchal auf der Insel Madeira eingerichtet.
Portugal unterhält eine Botschaft in der kroatischen Hauptstadt Zagreb. Konsulate hat Portugal in Kroatien nicht eröffnet (Stand 2018).

## Städtepartnerschaften
Die beiden Hauptstädte Zagreb und Lissabon gingen 1977 eine erste Städtepartnerschaft ein. Nach dem Beitritt Kroatiens zur EU 2013 kamen im Rahmen europäischer Initiativen zwei weitere dazu.

## Wirtschaft

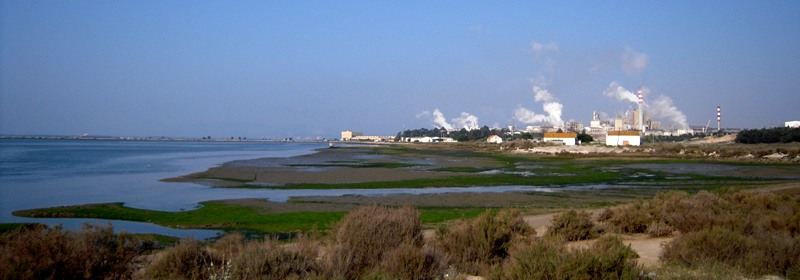
Papierfabrik der Portucel Soporcel in Setúbal: Papier und Pappe sind das wichtigste Exportgut Portugals nach Kroatien, von wo Bekleidung als wichtigstes Exportgut nach Portugal exportiert werden.

Die portugiesische Außenhandelskammer AICEP ist in Kroatien mit einem Büro an der portugiesischen Botschaft in Zagreb vertreten.
Im Jahr 2016 waren 724 portugiesische Unternehmen im Handel mit Kroatien tätig.
Bei einem Handelsvolumen von 90,8 Mio. Euro im Jahr 2016 betrug der Handelsbilanzüberschuss 27,6 Mio. zu Gunsten Kroatiens.
Im Jahr 2016 führte Kroatien Waren und Dienstleistungen im Wert von 31,6 Mio. Euro aus Portugal ein. Der Warenanteil betrug 22,4 Mio. (2015: 16,4 Mio., 2014: 15,2 Mio., 2013: 13,6 Mio., 2012: 17,8 Mio.), davon 19,2 % Papier und Zellulose, 18,6 % Kunststoffe und Gummi, 11,6 % Fahrzeuge und Fahrzeugteile, 8,1 % landwirtschaftliche Erzeugnisse und 7,5 % Maschinen und Geräte.
Im gleichen Zeitraum importierte Portugal aus Kroatien Waren und Dienstleistungen im Wert von 59,2 Mio. Euro. Der Warenanteil betrug 49,7 Mio. Euro (2015: 45,4 Mio., 2014: 36,3 Mio., 2013: 7,9 Mio., 2012: 5,7 Mio.), davon 23,4 % Bekleidung, 17,6 % Häute und Leder, 11,2 % chemisch-pharmazeutische Produkte, 3,9 % Maschinen und Geräte und 3,5 % Papier und Zellulose.
Damit stand Kroatien im Außenhandel Portugals an 72. Stelle als Abnehmer und an 59. Stelle als Lieferant. Im kroatischen Außenhandel stand Portugal an 34. Stelle als Abnehmer und an 43. Stelle als Lieferant.

## Kultur
Das staatliche portugiesische Kulturinstitut Instituto Camões unterhält u. a. ein Sprachzentrum in Zagreb und Lektorate an der Universität Zagreb und der Universität Zadar.
Filmschaffende beider Länder sind regelmäßig auf Filmfestivals im jeweils anderen Land vertreten. So wurde der kroatische Regisseur Vinko Brešan 2014 für seinen Film Gott verhüte! beim portugiesischen Festróia-Filmfestival mit dem goldenen Delphin ausgezeichnet. Bereits 2007 hatte der Kroate Rajko Grlić dort einen Goldenen Delphin gewonnen für seinen Film Karaula.
In der Reihe Portugueses pelo Mundo (dt. etwa: Portugiesen über die Welt verstreut) sendete der öffentlich-rechtliche portugiesische Fernsehsender RTP am 24. Oktober 2016 auch eine Folge über Zagreb, dessen viele Facetten von dort lebenden Portugiesen vorgestellt wurden.

## Sport

### Fußball

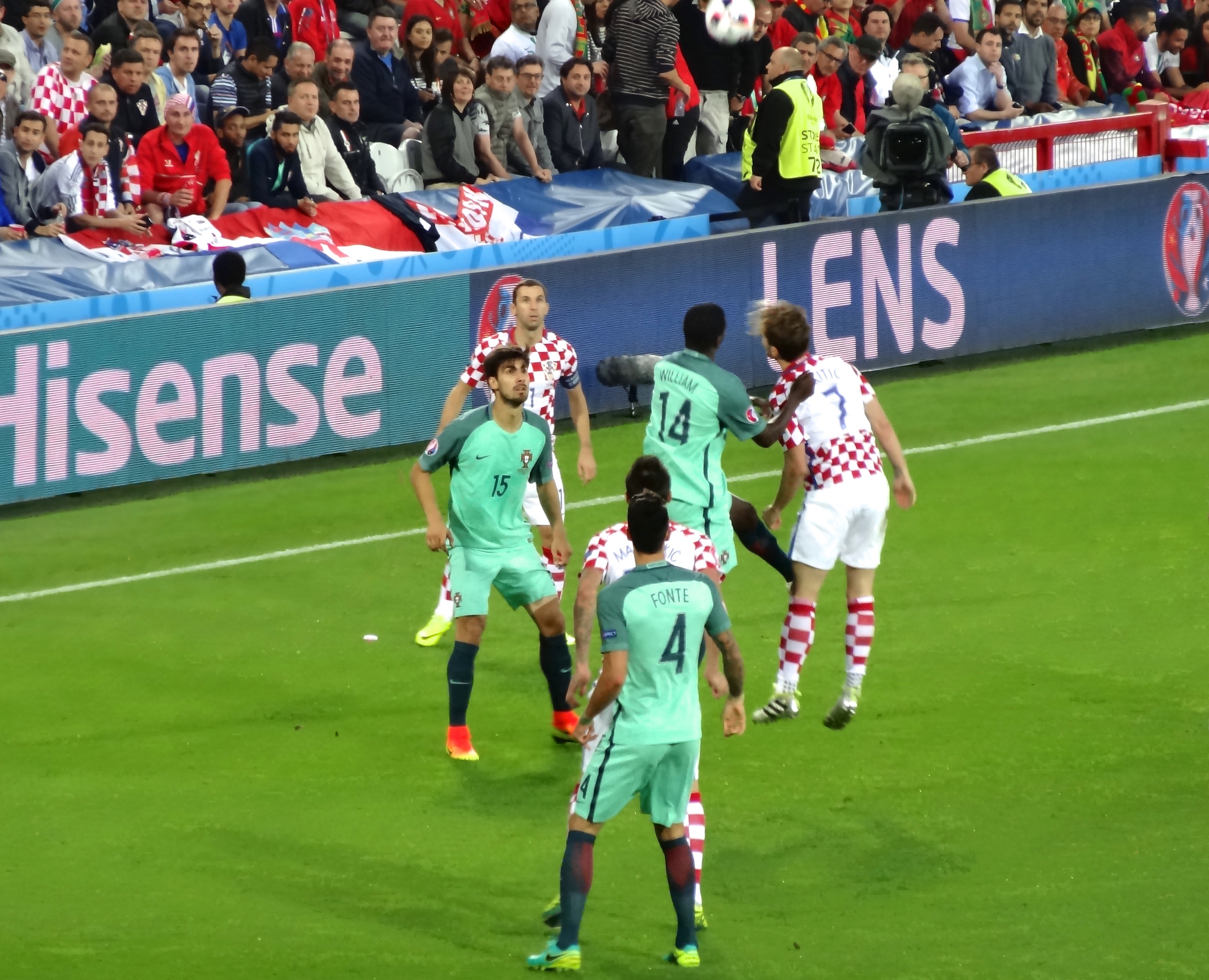
Szene aus dem Achtelfinalspiel Kroatien-Portugal am 25. Juni 2016 bei der EM 2016, das Spiel endete 1:0 für Portugal nach Elfmeterschießen.

Die Kroatische Fußballnationalmannschaft und die Portugiesische Nationalelf der Männer spielten bisher fünfmal gegeneinander (Stand Juli 2019). Erstmals trafen sie am 19. Juni 1996 im Nottinghamer City Ground aufeinander, das Spiel in der Gruppe D der EM 1996 in England endete 3:0 für Portugal. Insgesamt gewann Portugal vier Begegnungen, einmal trennte man sich unentschieden. Bei der EM 2004 in Portugal trafen sie nicht aufeinander. Kroatien schied dort nach der Gruppenphase aus, der Gastgeber wurde Zweiter.
Kroatische Spieler laufen häufig auch für portugiesische Vereine auf, darunter Nationalspieler wie Danijel Pranjić, der 2012/13 für Sporting Lissabon spielte, Anthony Šerić, der 2012/13 für den SC Olhanense auflief, Mario Stanić, der 1994/95 ein Jahr bei Benfica Lissabon spielte, Silvio Marić, der 2000/2001 beim FC Porto unter Vertrag stand, oder auch Robert Špehar, der 2000/01 für Sporting Lissabon antrat. Mirko Jozić trainierte 1998/99 Sporting Lissabon. Tomo Šokota wurde 2005 portugiesischer Meister mit Benfica Lissabon und wechselte dann zum FC Porto, mit dem er in den nächsten zwei Jahren ebenfalls Meister wurde. Tin Karamatić spielte für die Klubs SC Olhanense und SC Farense, beide an der Algarveküste zuhause. Igor Akmadžić beendete seine Profikarriere 1998 bei Académica de Coimbra. Jugendnationalspieler Toni Gorupec spielte von 2015 bis 2018 für Vitória Setúbal und wurde zwischendurch eine Zeit an den CD Santa Clara auf die Azoren ausgeliehen. Der kroatische Nationalspieler und spätere Jugend-Nationaltrainer Petar Krpan spielte nach einer Saison bei Sporting Lissabon (1998) mehrmals für União Leiria.
Frauen
Die Kroatische Fußballnationalmannschaft der Frauen und die Portugiesische Frauen-Nationalmannschaft trafen bisher zweimal aufeinander (Stand Juli 2019), erstmals am 4. November 1995 im kroatischen Samobor. Das Spiel in der Gruppe 3 der Qualifikation zur EM 1997 endete 2:0 für die Portugiesinnen. Auch das Rückspiel am 25. Mai 1996 im portugiesischen Coimbra gewann Portugal.
Beim portugiesischen Algarve-Cup waren die Kroatinnen bislang noch nicht vertreten, beim kroatischen Istrien-Cup (bis 2017 veranstaltet) war Portugal nicht dabei.

### Handball
Bei der Handball-Weltmeisterschaft der Männer 2003 in Portugal wurde Kroatien Weltmeister, Portugal wurde Zwölfter. Für die zeitgleich in Kroatien stattfindende Handball-Weltmeisterschaft der Frauen 2003 war Portugal nicht qualifiziert, die Gastgeberinnen schlossen als 14. ab. Für die Handball-WM 2009 in Kroatien war Portugal nicht qualifiziert, der Gastgeber wurde Zweiter.
Gelegentlich treten kroatische Handballspieler auch in Portugal an, etwa die kroatische Handballspielerin und Beachhandball-Nationalspielerin Petra Dičak, die 2020 mit Madeira Andebol SAD von der Insel Madeira sowohl die Meisterschaft als auch den Pokal gewann.

### Andere
Bei der Kanurennsport-Weltmeisterschaften 2018 im portugiesischen Montemor-o-Velho schloss Kroatien ohne Medaillengewinn ab, der Gastgeber wurde Siebter. Bei der Kanu-WM 2005 in der kroatischen Hauptstadt Zagreb konnten weder Kroatien noch Portugal eine Medaille gewinnen.
Die Ruder-Europameisterschaften 2010 in Montemor-o-Velho schlossen Kroatien und Gastgeber Portugal beide als 12. ab. Kroatien richtete noch keine Ruder-EM aus (Stand 2019).
Der kroatische Basketballspieler Toni Prostran spielte 2018/2019 beim portugiesischen Top-Klub FC Porto.